# (10304) Iwaki
(10304) Iwaki est un astéroïde de la ceinture principale.

## Description
(10304) Iwaki est un astéroïde de la ceinture principale. Il fut découvert le 30 septembre 1989 à Kitami par Kin Endate et Kazuro Watanabe. Il présente une orbite caractérisée par un demi-grand axe de 2,57 UA, une excentricité de 0,28 et une inclinaison de 12,7° par rapport à l'écliptique.

## Compléments